# Santa Maria Consolatrice al Tiburtino

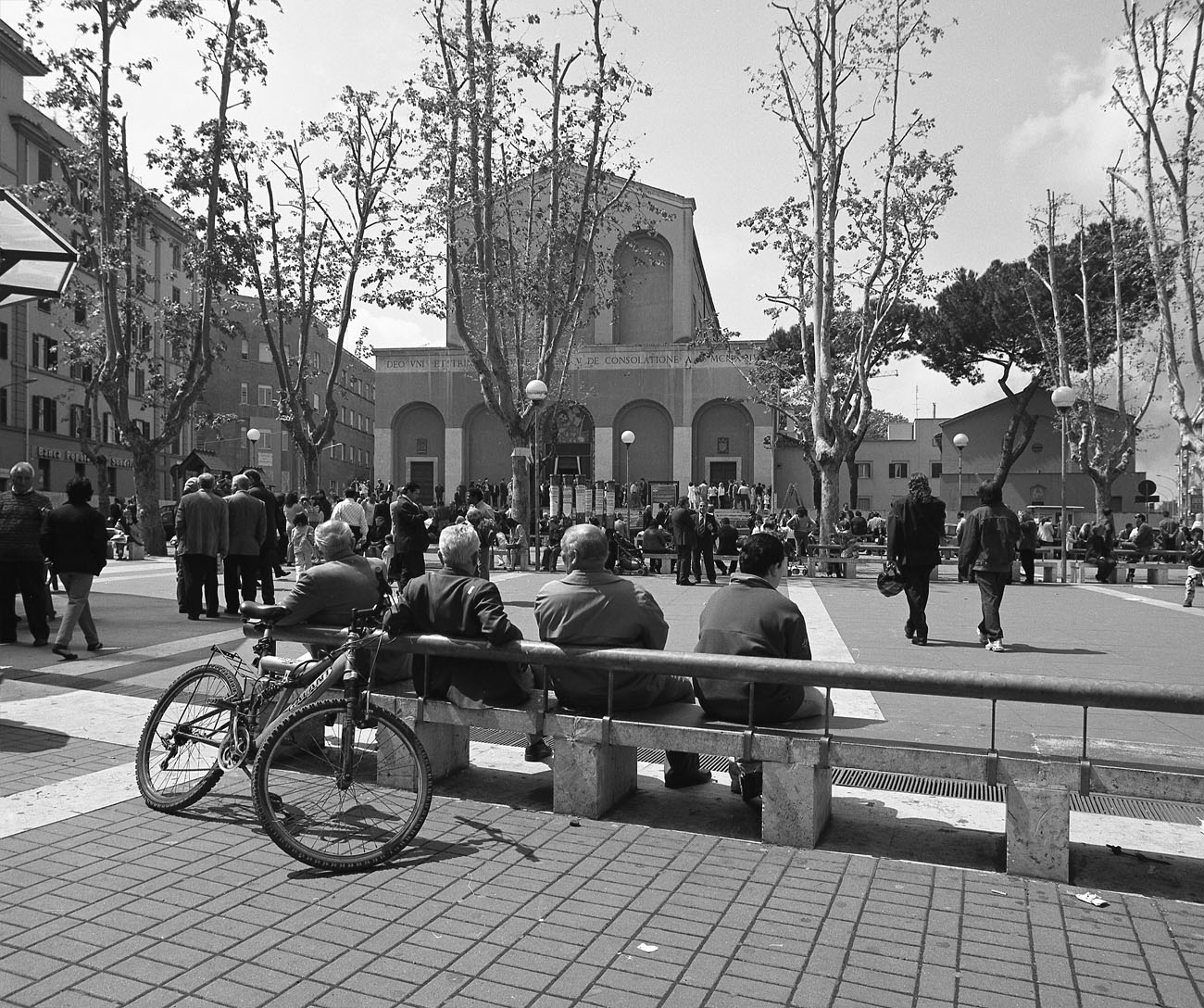
Vista da igreja a partir da Piazza Santa Maria Consolatrice.

Santa Maria Consolatrice al Tiburtino é uma igreja titular de Roma localizada na Piazza Santa Maria Consolatrice, no bairro popular de Casal Bertone do quartiere Tiburtino. É dedicada a Nossa Senhora da Consolação.
É sede do título cardinalício de Santa Maria Consoladora em Tiburtino, cujo cardeal-presbítero protetor é Philippe Ouédraogo , arcebispo de Ouagadougou, em Burkina Faso.

## História
O bairro de Casal Bertone era um campo aberto até a década de 1920, quando se transformou num subúrbio operário especialmente popular entre os ferroviários. Na época, a região era parte da paróquia de San Lorenzo fuori le Mura, mas a região era tão isolada que o percurso dos fiéis até a basílica era muito difícil. Por isso, os frades capuchinhos criaram ali uma capelinha dedicada a Nossa Senhora da Consolação em 1935, onde passaram a abrigar uma cópia da famosa imagem da santa (em italiano:  Maria Consolatrice) venerada no Santuario della Consolata em Turim.
Eles imediatamente deram início a um projeto para construir uma igreja mais apropriada e a obra começou em 1942, no auge da Segunda Guerra Mundial, sob a liderança de Tullio Rossi num declive da colina em torno da qual foi construído o quartiere. Porém, o mesmo bombardeio aliado que quase destruiu San Lorenzo também provocou muita destruição e morte em Casal Bertone, o que atrasou a inauguração até 1945. Em 14 de julho daquele ano, terminados os trabalhos, a venerada imagem de Nossa Senhora da Consolação foi levada em procissão da pequena capela até a nova igreja. No mesmo dia, a igreja foi abençoada pelo vice-regente, o monsenhor Luigi Traglia. A igreja foi elevada ao status de sede paroquial em 21 de maio do mesmo ano através do decreto "Pastoris vigilantis" do cardeal-vigário Francesco Marchetti Selvaggiani, recortando parte do território paroquial da própria basílica de San Lorenzo, que na época se estendia pelos bairros de San Lorenzo até Settecamini.
O pároco Carlo Maccari, mais tarde arcebispo de Ancona-Osimo, foi o primeiro de uma longa lista de sacerdotes que por ali passaram e depois se tornaram personagens de grande relevo na Igreja: os sucessivos párocos foram Giovanni Canestri (cardeal e arcebispo de Gênova) e Ennio Appignanesi (bispo de Castellaneta, de Matera-Irsina, de Potenza-Muro Lucano e Marsico Nuovo e também vice-regente da Diocese de Roma), enquanto que entre os vice-párocos figuraram, entre outros, Massimo Giustetti (bispo de Biella), Giuseppe Mani (arcebispo de Cagliari), Francesco Camaldo (decano das cerimônias pontifícias).
Em 1975, a igreja passou a ser sede do título cardinalício de Santa Maria Consoladora em Tiburtino e, depois da morte do primeiro cardeal titular, Jérôme Louis Rakotomalala (arcebispo de Antananarivo), foi nomeado titular, em 1977, o arcebispo de Munique e Frisinga, Joseph Ratzinger, futuro papa Bento XVI, que manteve desde então uma estreita ligação com a paróquia. Depois da sua eleição, Santa Maria Consolatrice foi a primeira a ser visitada pelo papa, em 18 de dezembro de 2005. Já a haviam visitado o papa Paulo VI, em 1964, e o papa São João Paulo II em 1995.

## Descrição
Uma escada leva até a fachada da igreja, que se apresenta em dois pisos nos quais estão inseridos oito arcos, dos quais cinco cegos e os restantes formando as três entradas do edifício. A porta central está decorada por um mosaico realizado em 1975 e por uma inscrição que recorda a construção da igreja: "Deo uni et trino in hon. B. Mariae V. de Consolatione A.D. MCMXLIV".
O interior conta com três naves separadas por colunas de cimento revestidas de mármore vermelho. O teto de madeira ostenta no centro o brasão do papa Pio XII. A abside é internamente decorada por um grande mosaico de Sergio Selva (1964): no centro está a figura de Maria rodeada por santos e pelas representações das cidades de Nazaré e Jerusalém. Um outro mosaico de videiras e cachos de uva decora o arco triunfal, obra do frade capuchinho Ugolino da Belluno (1980).